# Ejegayehu Dibaba
Ejegayehu Dibaba (Bekoji, Etiopía, 21 de marzo de 1982) es una atleta etíope, especialista en la prueba de 10000 m, en la que ha logrado ser subcampeona olímpica en 2004. Es hermana mayor de las también atletas Tirunesh y Genzebe.

## Carrera deportiva
En las Olimpiadas de Atenas 2004 ganó la medalla de plata en los 10000 metros.
Al año siguiente, en el Mundial de Helsinki 2005 ganó la medalla de bronce en 5000 metros —con un tiempo de 14:42.47 segundos, tras sus compatriotas las atletas también etíopes Tirunesh Dibaba y Meseret Defar— y también el bronce en 10000 metros, con un tiempo de 30:26.00 segundos, de nuevo quedando en el podio tras dos etíopes: Tirunesh Dibaba y Berhane Adere.